# 小行星25963
小行星25963（25963 Elisalin）是一颗绕太阳运转的小行星，为主小行星带小行星。该小行星于2001年3月发现。

## 轨道参数
小行星25963的轨道半长轴为347 341 744 km（2.3218031 UA），离心率为0.133。